# Tấn công hạ cấp
Tấn công hạ cấp (tiếng Anh: downgrade attack) là một hình thức tấn công vào hệ thống máy tính hoặc giao thức truyền thông làm cho nó từ bỏ một phương thức hoạt động chất lượng cao (ví dụ như một kết nối được mã hóa) để dùng một phương thức hoạt động cũ và kém chất lượng hơn (ví dụ như văn bản rõ ràng) thường được cung cấp cho khả năng tương thích ngược (backward compatibility) với các hệ thống cũ hơn. Một ví dụ về lỗ hổng như vậy đã được tìm thấy trong OpenSSL cho phép kẻ tấn công đàm phán việc sử dụng một phiên bản TLS thấp hơn giữa máy khách và máy chủ. Đây là một trong những loại phổ biến nhất của các cuộc tấn công hạ cấp.
Các cuộc tấn công hạ xuống thường được thực hiện như là một phần của man-in-the-middle attack và có thể được sử dụng như là một cách để cho phép một cuộc tấn công mã hoá mà nếu không không thể thực hiện được. Các cuộc tấn công hạ cấp là một vấn đề thường xảy ra với các giao thức SSL / TLS; ví dụ của các cuộc tấn công như vậy bao gồm các cuộc tấn công POODLE.
Loại bỏ khả năng tương thích ngược thường là cách duy nhất để ngăn chặn các cuộc tấn công hạ cấp.